# Нижний Кани
Нижний Кани́ (осет. Дæллаг Хъæни) — село в Пригородном районе республики Северная Осетия-Алания. Входит в состав Кармадонского сельского поселения. 

## География
Село расположено на левом берегу реки Геналдон, напротив впадения в него реки Кауридон. Находится в 2 км к северу от сельского центра — Кармадон и в 45 км к юго-западу от Владикавказа. Средние высоты на территории села составляют 1422 метра над уровнем моря. 

## История
Исторически входило в Тагаурское общество осетин. Ныне большая часть прежнего населения села, покинула его. 

## Население
| 2002 | 2010 | 2021 |
| ---- | ---- | ---- |
| 11   | ↗13  | →13  |

## Улицы
В селе всего одна улица — Центральная. 